# Černá Rus

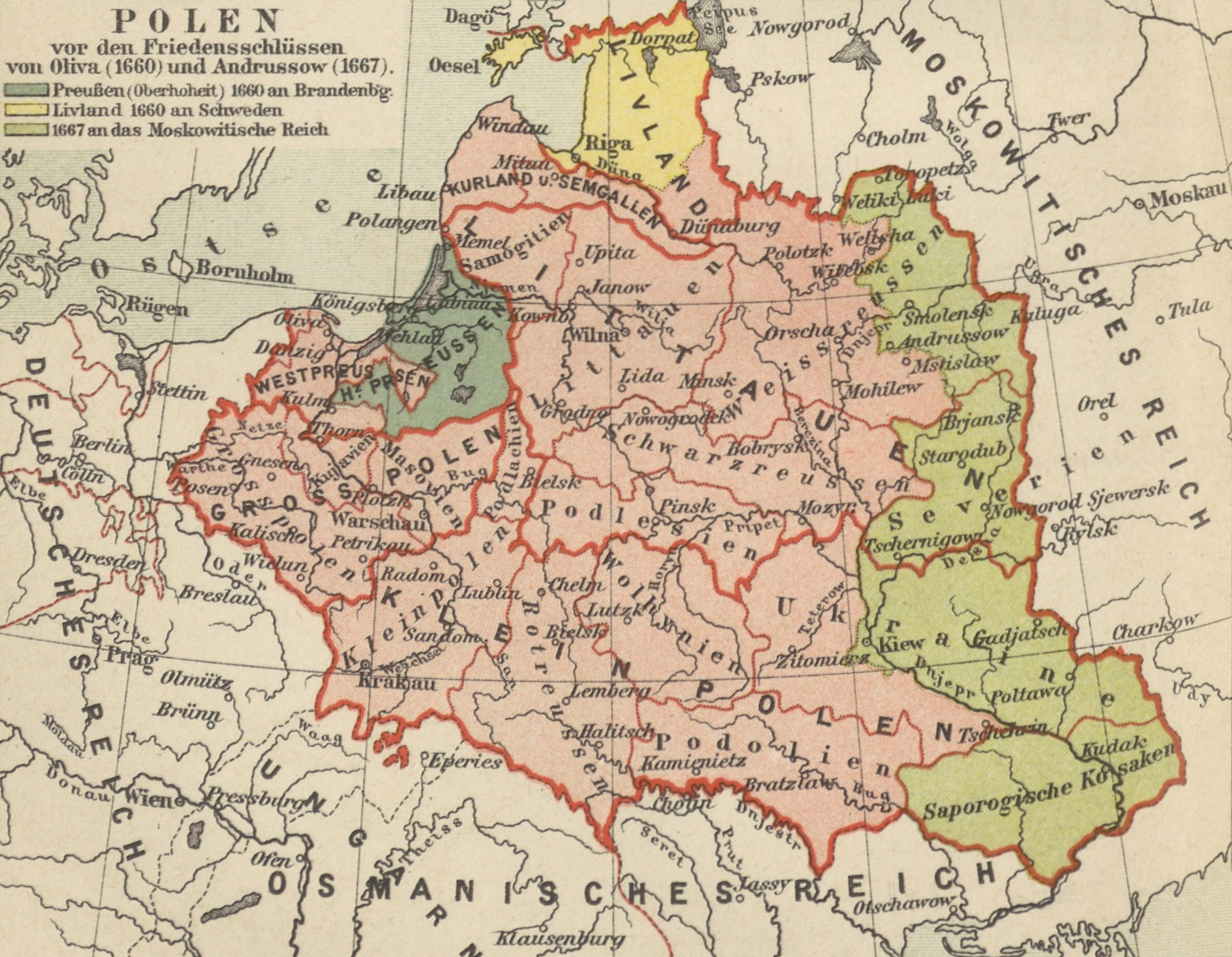
Černá Rus (Schwarzreussen) na německé mapě z roku 1890, která ukazuje Republiku obou národů v roce 1660

Černá Rus je jeden z názvů používaných pro region okolo města Novogrodek (Navahrudak) v západní části současného Běloruska na horním toku řeky Němen. Toto označení pro danou oblast se poprvé objevilo v západní Evropě zhruba okolo roku 1360, ovšem ve spojitosti s Červenou Rusí (Haličská Rus, nyní součást Ukrajiny). Název „Černá Rus“ se pak častěji nacházel v historických spisech z 18. století. Dokonce i rané ruské zdroje využívaly termíny „Bílá Rus“ a „Černá Rus“ jen výjimečně. Kromě Novogrodku jsou dalšími důležitými městy v této oblasti Grodno (Hrodna), Slonim, Vaukavysk (Volkovysk), Lida a Ňasviž.
Od roku 1239 byla většina Černé Rusi obvykle ovládána vládcem Litevského knížectví. Za vlády knížete a později krále Mindaugase (1239–1263) docházelo k vysokému počtu litevských výbojů do této oblasti díky oslabení celého regionu tatarskou invazí. V této době získal Mindaugas kontrolu nad Černou Rusí i díky hradu v Novogrodku, který se stal jeho opěrným bodem. Od konce 13. století tvořila Černá Rus společně s vlastní Litvou základ Velkoknížectví litevského.